# Authentic Brands Group
Authentic Brands Group LLC (ABG) — американская компания по управлению брендами со штаб-квартирой в Нью-Йорке. Её активы включают в себя различные бренды одежды, спорта и развлечений, которые она лицензирует другим компаниям для производства и продажи различных товаров. ABG владеет более чем 50 потребительскими брендами, а также правами на творческое наследие знаменитостей, включая Мухаммеда Али, Элвиса Пресли и Мэрилин Монро. Недавно против компании Authentic Brands Group были поданы иски о дискриминации со стороны бывших сотрудников.

## История
Компания была основана в 2010 году Джейми Солтером после того, как он ушёл с поста генерального директора Hilco Consumer Capital — компании, которая занималась реструктуризацией потребительских брендов, испытывающих трудности (таких как Bombay Company и Polaroid Corporation). Солтер инвестировал в новое предприятие 250 млн долларов, крупную долю в компании приобрела инвестиционная группа Leonard Green & Partners. Среди первых крупных покупок ABG были бренды одежды Silver Star и Tapout. В январе 2011 года компания Authentic Brands Group приобрела права на образ Мэрилин Монро.
7 октября 2013 года Authentic Brands Group объявила о покупке Juicy Couture у Fifth & Pacific за 195 млн долларов. В следующем месяце ABG приобрела наследие Мухаммеда Али и 85 % акций CORE Media Group в Elvis Presley Enterprises (включая фотографии Элвиса Пресли, обложки альбомов, афиши фильмов, архивные видеоматериалы и телепрограммы).
В декабре 2015 года баскетболист Шакил О’Нил подписал контракт с ABG по управлению использования его образа. В сентябре 2016 года Джулиус Ирвинг также продал своё имя и лицензионные права компании ABG, а Aéropostale была куплена в результате банкротства консорциумом, в который входили ABG и другие инвесторы.
В марте 2018 года был куплен бренд одежды Nautica, в июне того же года — бренд Nine West (торговля одеждой). В мае 2019 года за 110 млн долларов были куплены права на журнал Sports Illustrated. В августе 2020 года были куплены права на бренд одежды Brooks Brothers (совместно с компанией по управлению недвижимостью Simon Property Group).
В августе 2021 года у Adidas за 2,46 млрд долларов были куплены права на бренд Reebok.
В апреле 2023 года, ABG объявила о приобретении Boardriders, Inc. за 1.25 млрд долларов. Boardriders выпускает одежду под брендами Quiksilver, Billabong, Roxy, RVCA, DC Shoes, Element, Von Zipper и Honolua.